# Profilowanie (językoznawstwo)
Profilowanie – proces wydobywania na pierwszy plan pewnej cechy lub części bazy pojęciowej wyrażenia. Efektem profilowania jest profil.
Wyrażenie językowe mogą profilować zarówno przedmioty fizyczne, pojęcia abstrakcyjne, jak i relacje.